# Schaphusen
Schaphusen ist ein Ortsteil der Gemeinde Oyten im niedersächsischen Landkreis Verden.

## Geografie und Verkehrsanbindung
Der Ortsteil liegt nordöstlich des Kernbereichs von Oyten. Nördlich fließt die Wümme, nordöstlich liegt das 772 ha große Naturschutzgebiet Fischerhuder Wümmeniederung. 
Die A 1 verläuft in geringer Entfernung südlich und die A 27 südwestlich. Der Bahnhof Sagehorn liegt nordwestlich.